# Pratt & Whitney PW6000
PW6000 là loại động cơ máy bay tuốc bin phản lực cánh quạt hệ số hai viền khí cao do hãng Pratt & Whitney tại Hoa Kỳ bắt đầu phát triển từ khoảng năm 1994 đến 1995, bay thử lần đầu năm 2000 và đưa vào hoạt động năm 2007. Động cơ được phát triển với tiêu chí rẻ, sạch, yên tĩnh, đáng tin cậy, và bền để trang bị trên các máy bay chở khách 100 chỗ ngồi tầm ngắn như chiếc Airbus A318.
Động cơ được phát triển để giảm sự phức tạp vốn ảnh hưởng nhiều đến chi phí bảo dưỡng, trọng lượng cũng như cố gắng đạt hiệu suất sử dụng nhiên liệu tốt.